# ريك ألان روس
ريك ألان روس (بالإنجليزية: Rick Alan Ross)‏ هو كاتب أمريكي، ولد في 24 نوفمبر 1952 في كليفلاند في الولايات المتحدة.

## وصلات خارجية
- ريك ألان روس على موقع إن إن دي بي (الإنجليزية)